# Utagawa Yoshiume
Pour les articles homonymes, voir Utagawa.
Utagawa Yoshiume (歌川 芳梅) (1819–1879) est un artiste japonais d'ukiyo-e de l’École d'Osaka de la fin de l'ère Edo et du début de l'ère Meiji qui exerça principalement son activité à Osaka.

## Biographie
L'artiste, dont le vrai nom est Nakajima (中島), est originaire du quartier de Horie à Osaka. Sa plus ancienne œuvre datable est une gravure d'acteur «ōban» de 1841. En 1847, il part à Edo (l'actuelle Tokyo) pour étudier auprès d'Utagawa Kuniyoshi et il aurait également étudié avec Utagawa Kunisada.
A son retour à Osaka en 1857, il produit (avec une préférence pour le format chūban) des estampes Yakusha-e (portraits d'acteurs de kabuki), des estampes paysagère, des scènes de genre, des romans illustrés (Kusazōshi). Il fonde également sa propre école et forme de nombreux élèves tels que Utagawa Yoshitaki.

## Œuvres
- Livre illustré : Ehon Katakiuchi Eiyūroku (絵本岩見英雄録), travail collectif, 1848[3]
- Livre illustré : Okawa Jinseiroku (大川仁政録), travail collectif, 1857[4]
- Série d'estampes Chūshingura (忠臣蔵), deux estampes connues, vers 1841
- Série d'estampes de Courtisanes, vers 1848-1852
- Série d'estampes de Vues comiques des lieux célèbres d'Osaka (Kokkei Naniwa meisho, 滑稽浪花名所), vers 1848-1854[5]
- diverses autres œuvres, principalement des estampes, dont des triptyques...

Œuvres de Utagawa Yoshiume
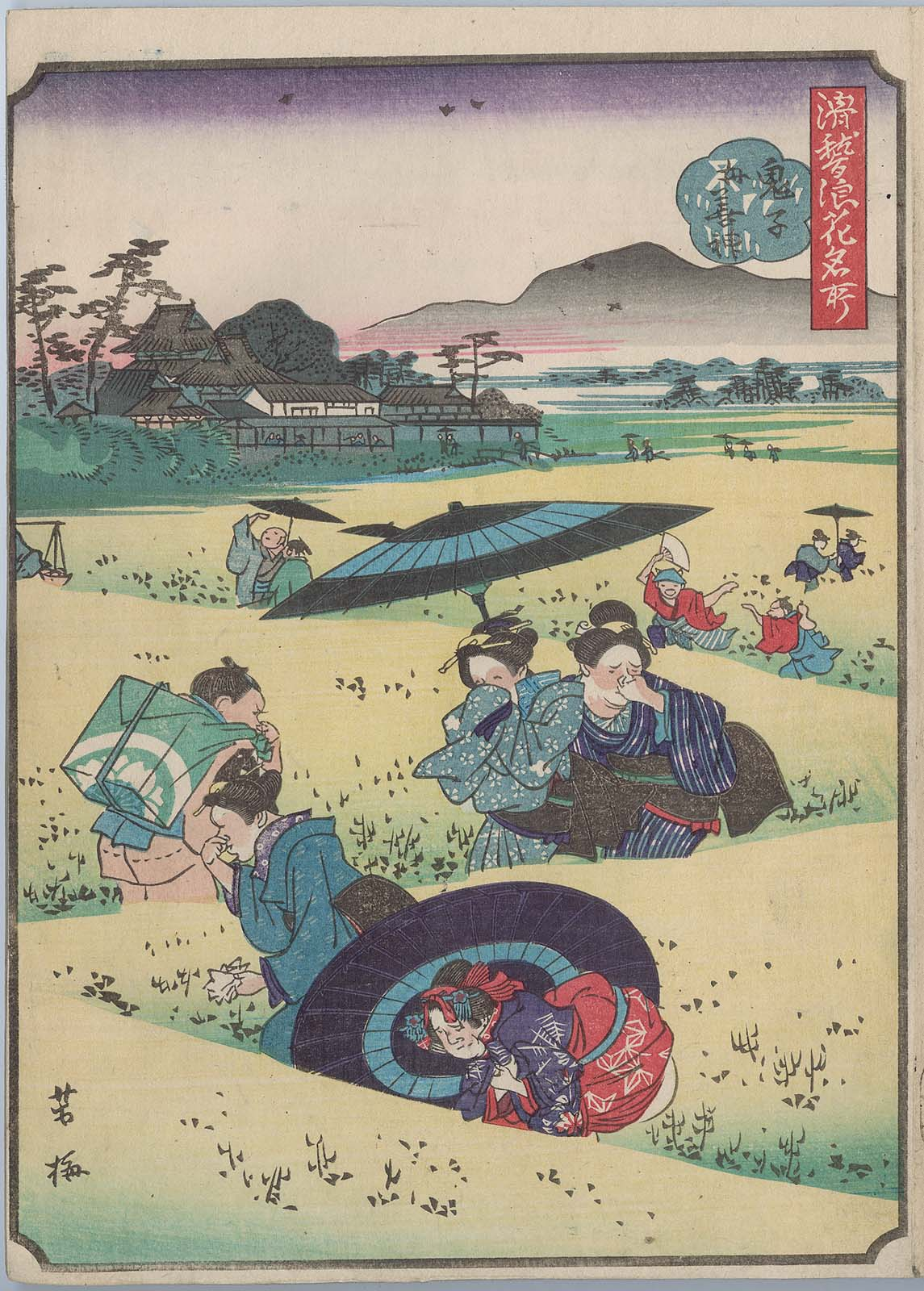
"Kishimozenshinde", de la série des Vues Comiques des Lieux célèbres d'Osaka
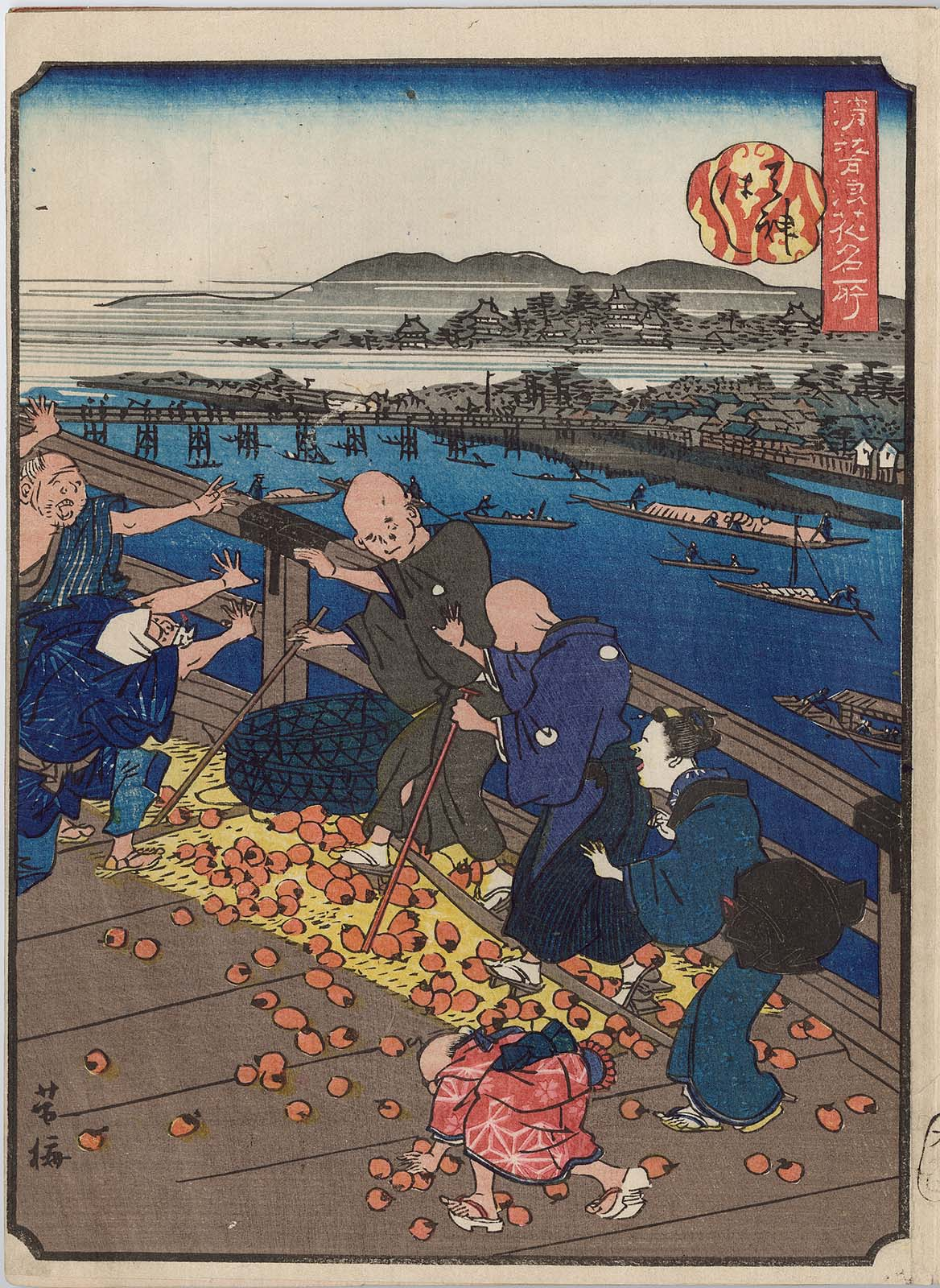
"Tenjin-bashi", de la série des Vues Comiques des Lieux célèbres d'Osaka
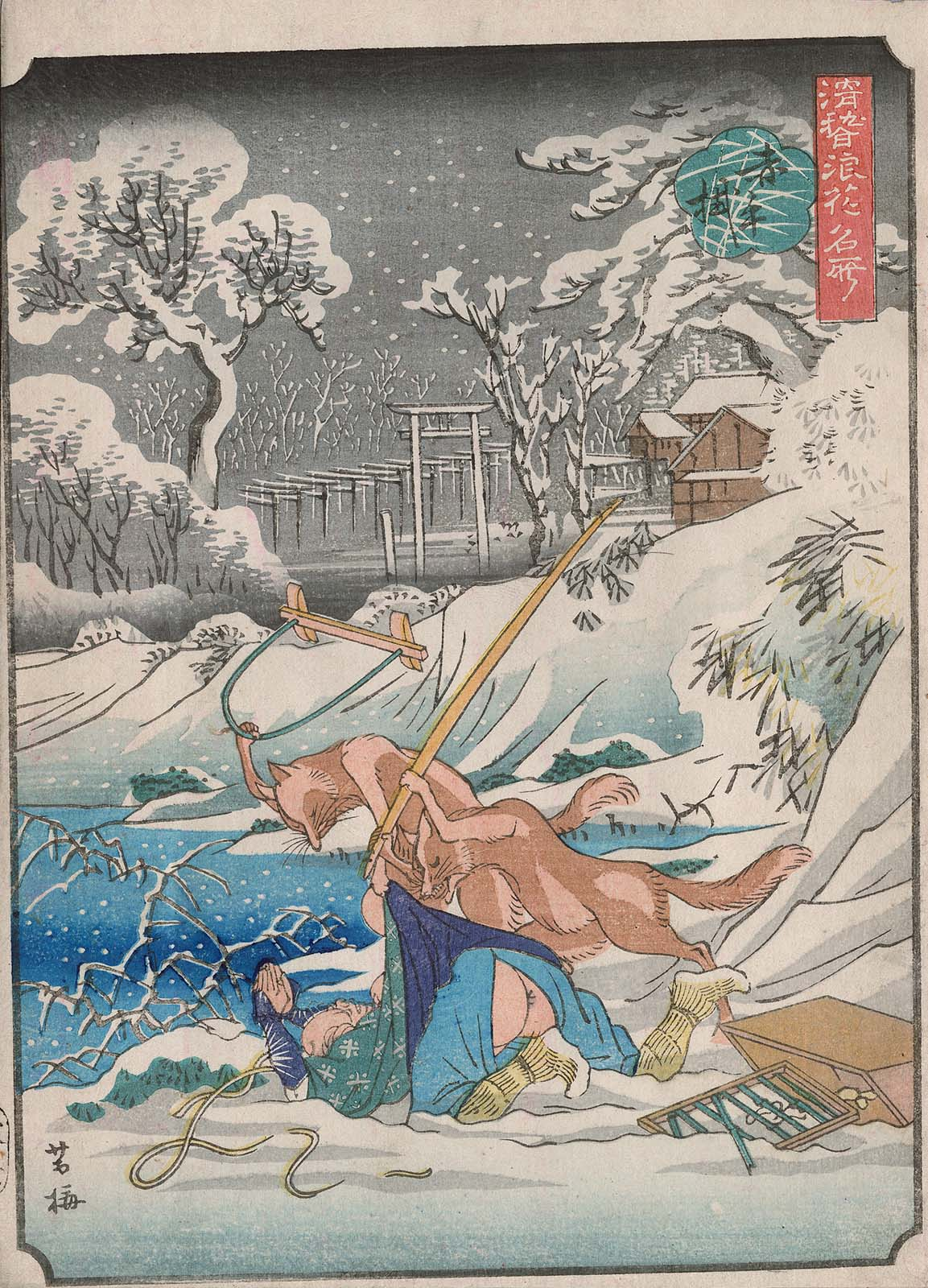
"La temple Inari à Akatenugi)", de la série des Vues Comiques des Lieux célèbres d'Osaka
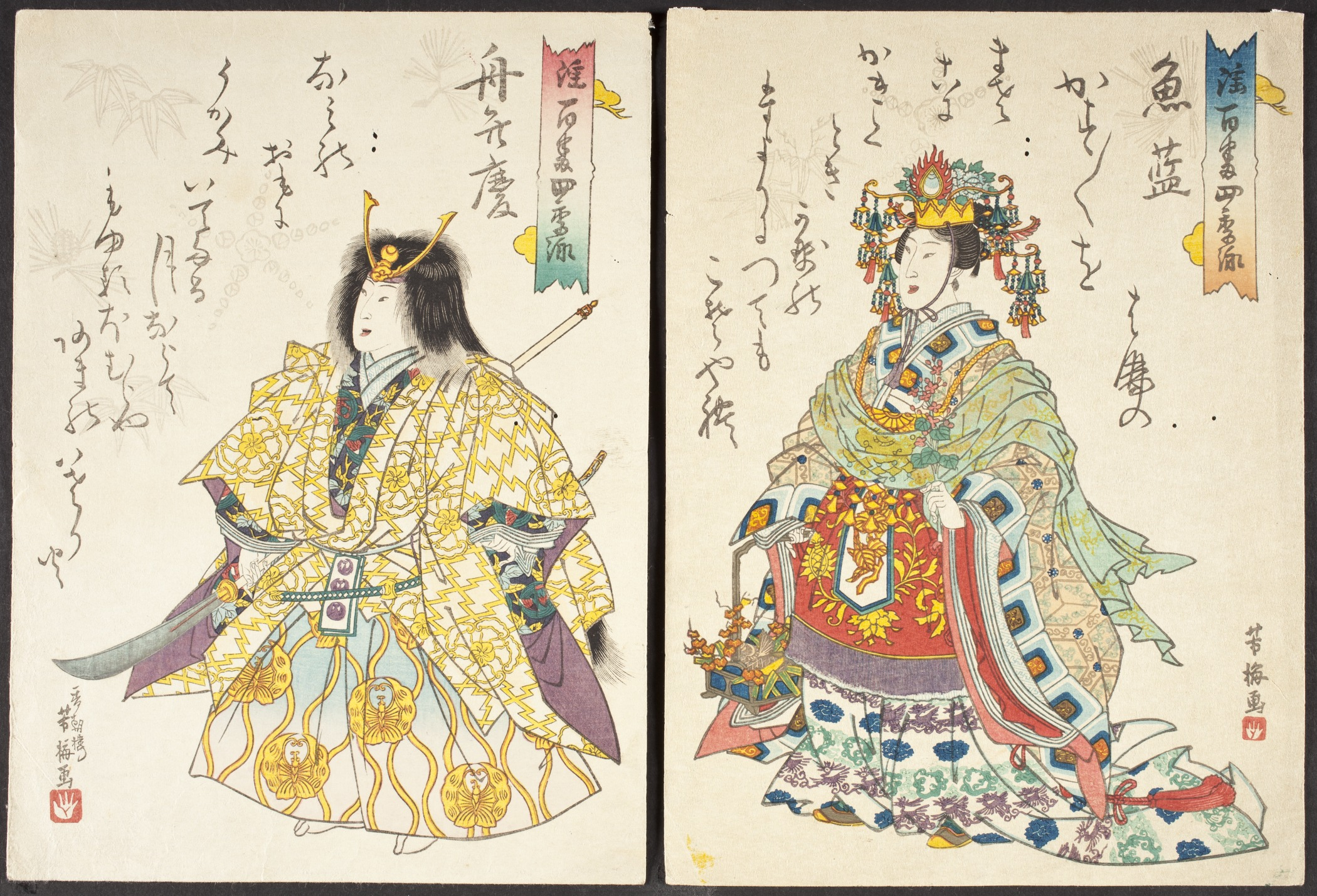
Estampes de Courtisanes, vers 1848-1852
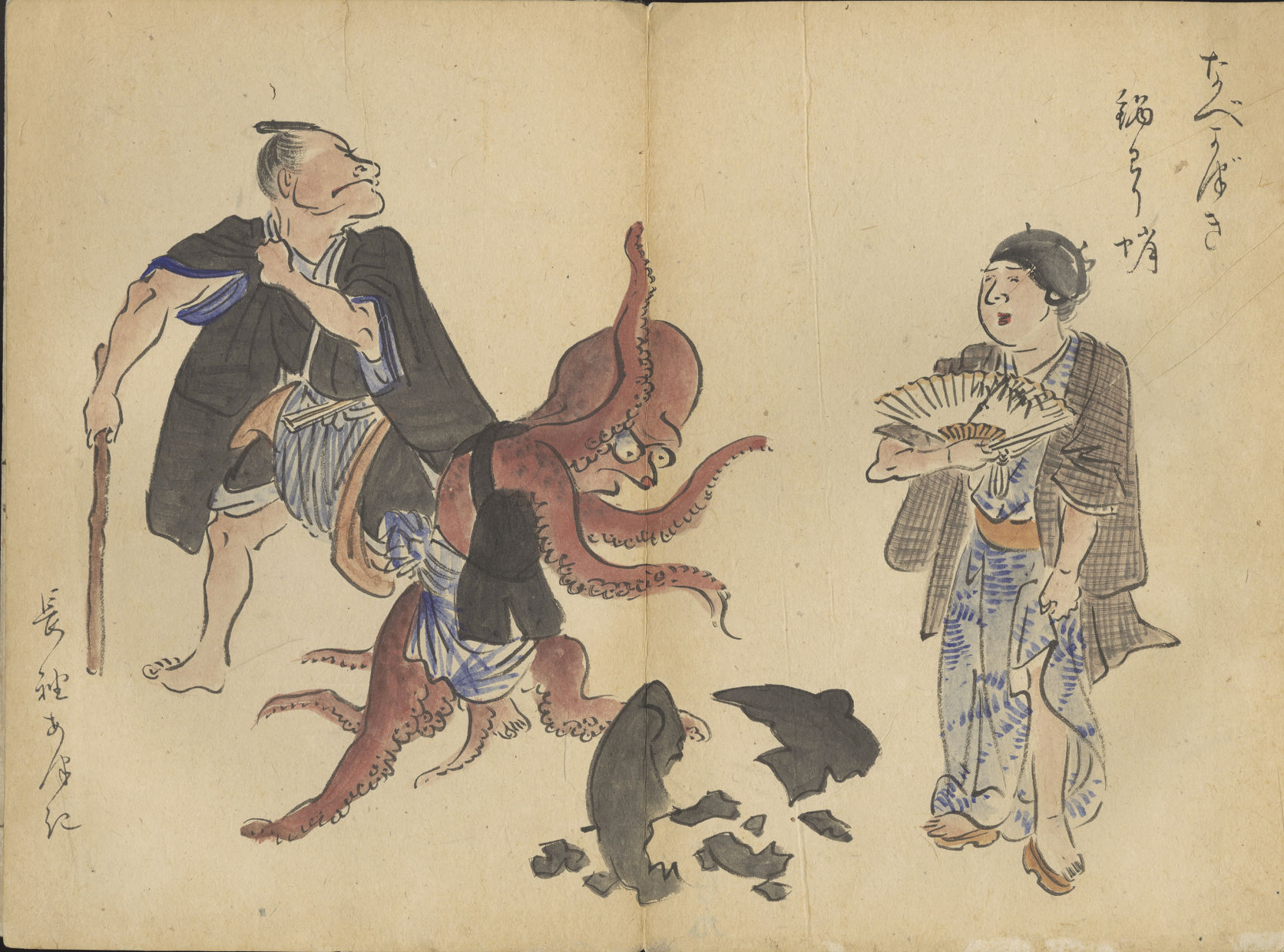
"Serveur maladroit", encre et couleurs sur papier de Yoshiume, vers 1850-1870

### Liens Externes
- Ressource relative aux beaux-arts :   - Bénézit
- Notices d'autorité :   - VIAF
  - LCCN
  - Japon
  - WorldCat
- Yoshiume sur ukiyo-e.org.
- Yoshiume sur artelinoc.com.